# Sam Kerr (Fußballspielerin, 1993)
Samantha May „Sam“ Kerr OAM (* 10. September 1993 in Fremantle) ist eine australische Fußballspielerin. Sie spielt seit 2009 für die A-Nationalmannschaft und ist deren Rekordtorschützin. Kerr steht beim FC Chelsea in der englischen FA Women’s Super League unter Vertrag.

## Karriere

### Vereine
Die 1,67 m große Offensivspielerin lief von 2008 bis Anfang 2011 für den australischen Erstligisten Perth Glory auf. Nach drei Jahren in Perth wechselte sie 2012 zum Sydney FC. Anfang 2013 wechselte sie in die USA zu Western New York Flash und kehrte zur Saison 2013/14 der australischen W-League auf Leihbasis nach Sydney zurück. Im September 2014 wechselte Kerr ebenfalls leihweise zu Perth Glory und schloss sich zur Saison 2015 dem Sky Blue FC an. Die in den Vereinigten Staaten spielfreie Zeit verbrachte Kerr zum Jahreswechsel 2015/16 erneut bei Perth Glory. Zur Saison 2018 wechselte Kerr gemeinsam mit ihrer Lebensgefährtin und Mitspielerin Nikki Stanton zu den Chicago Red Stars. In ihrer ersten Saison wurde sie gleich Torschützenkönigin der NWSL, scheiterte im Halbfinale der Finalrunde mit ihrer Mannschaft aber an North Carolina Courage. 2019 wurde sie wieder Torschützenkönigin, erreichte diesmal das Finale, wo aber wieder  North Carolina Courage stärker war. Im November 2019 erhielt sie einen Vertrag über zweieinhalb Jahre beim englischen Verein FC Chelsea. Anfang Januar 2020 bestritt sie ihr erstes Spiel bei den Londonern. Ihr erstes Tor in England erzielte sie am 19. Januar beim 4:1-Sieg gegen Meister und Spitzenreiter Arsenal. Bedingt durch den vorzeitigen Abbruch der Saison wegen der COVID-19-Pandemie kam sie nur auf vier Einsätze in ihrer ersten Saison bei Chelsea. Beim Abbruch der FA Women’s Super League 2019/20 stand Chelsea auf dem zweiten Platz, hatte aber die beste Quote und wurde daher zum Meister erklärt. Mit den Londonerinnen unterlag sie in der Saison 2020/21 im Champions-League-Finale den Spielerinnen des FC Barcelona mit 0:4
In der UEFA Women’s Champions League 2021/22 belegte sie mit Chelsea in der erstmals ausgetragenen Gruppenphase hinter den punktgleichen Mannschaften des VfL Wolfsburg und Juventus Turin nur den dritten Platz, da sie im direkten Vergleich die schlechtere Tordifferenz hatten. Entscheidend dabei war die 0:4-Auswärtsniederlage gegen Wolfsburg am letzten Spieltag. Kerr kam in den sechs Gruppenspielen zum Einsatz und erzielte vier Tore, womit sie beste Torschützin ihrer Mannschaft war.

### International
Kerr gab am 18. Februar 2009 ihr Länderspieldebüt in einem Freundschaftsspiel gegen Italien. Am 24. April 2010 wurde sie in den Kader für die Fußball-Asienmeisterschaft der Frauen 2010 nominiert und kam beim Endturnier in China zum Einsatz. Bei der Fußball-Asienmeisterschaft der Frauen 2010 erzielte sie das einzige Tor der australischen Mannschaft im Finale gegen Nordkorea. Durch den Gewinn der Asienmeisterschaft im Elfmeterschießen qualifizierten sich die Australierinnen auch für die Fußball-Weltmeisterschaft der Frauen 2011, bei der sie in den drei Gruppenspielen zum Einsatz kam.
Bei der Fußball-Asienmeisterschaft der Frauen 2014 konnten die Australierinnen ihren Titel zwar nicht verteidigen, sich aber für die Fußball-Weltmeisterschaft der Frauen 2015 qualifizieren. Kerr kam in allen fünf Spielen zum Einsatz. Auch bei der WM wurde sie in den fünf Spielen der Australierinnen eingesetzt, schied aber im Viertelfinale durch eine 0:1-Niederlage wie im Finale der Asienmeisterschaft gegen Japan aus. Bei der Qualifikation für die Olympischen Spiele 2016, beim sie nicht dabei war, konnten sie sich dagegen die Australierinnen gegen die Japanerinnen durchsetzen und sie beim Turnier in Japan mit 3:1 besiegen. Bei den Olympischen Spielen wurde sie nur beim Spiel gegen Simbabwe nicht eingesetzt. Beim 2:2 im Gruppenspiel gegen den späteren Olympiasieger Deutschland erzielte sie in der sechsten Minute das erste Tor. Im Viertelfinale verloren sie dann aber nach torlosen 120 Minuten gegen Gastgeber Brasilien im Elfmeterschießen, bei dem sie aber nicht antreten konnte, da sie in der 105. Minute ausgewechselt wurde.
Bei der Fußball-Asienmeisterschaft der Frauen 2018 war sie mit drei Toren in fünf Spielen beste Torschützin der Australierinnen. Durch den Halbfinaleinzug qualifizierten sie sich für die WM-Endrunde 2019, im Finale verloren sie aber wie vier Jahre zuvor mit 0:1 gegen Japan.

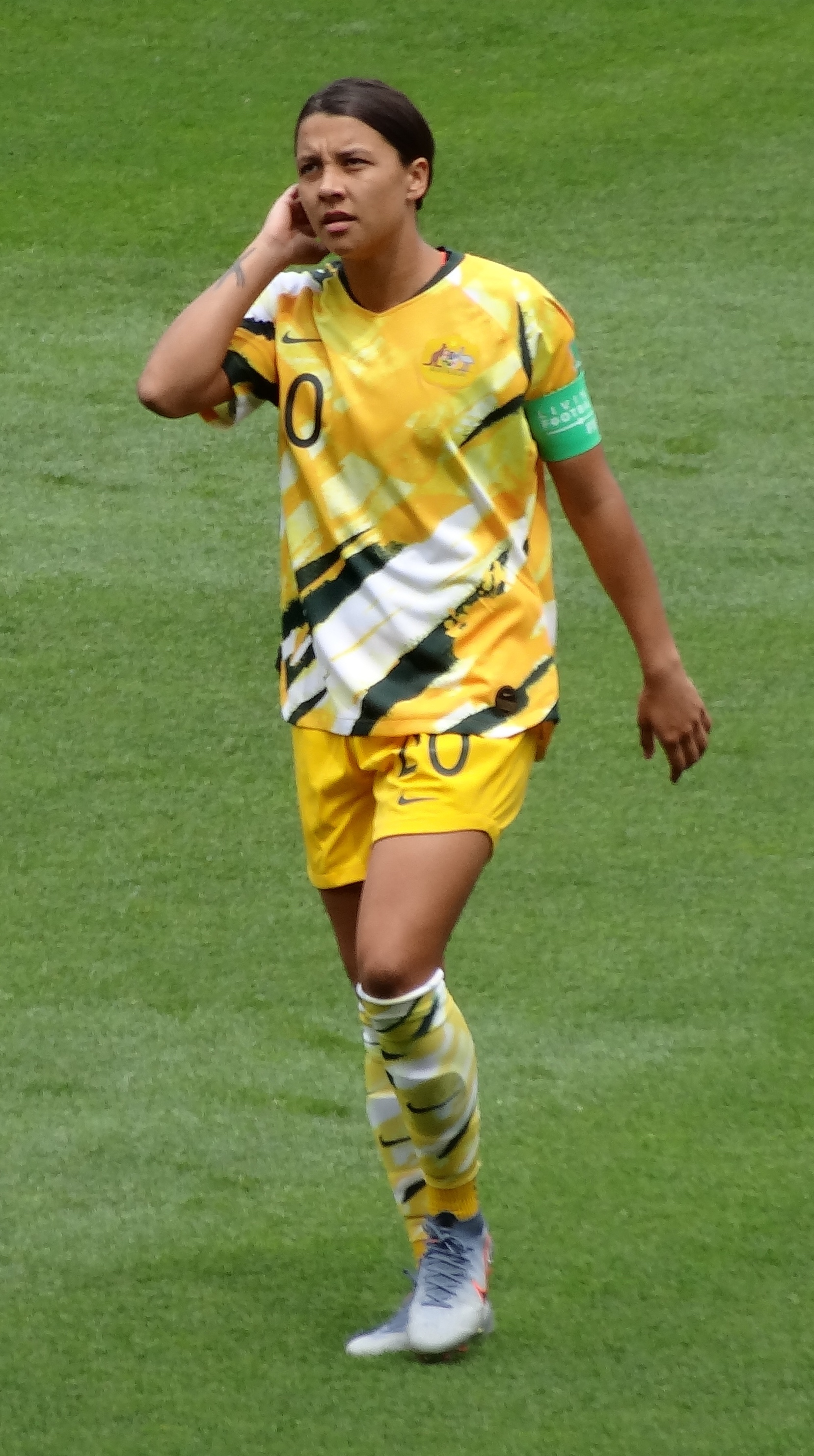
Sam Kerr für Australien bei der WM 2019

Sie führte ihre Nationalmannschaft als Kapitänin bei der Fußball-Weltmeisterschaft der Frauen 2019 aufs Feld. Am dritten Spieltag der Vorrunde gelang ihr gegen die jamaikanische Auswahl ein Viererpack. Sie scheiterte aber mit ihrer Mannschaft im Achtelfinale an Norwegen durch Elfmeterschießen, wobei sie zu den australischen Fehlschützinnen gehörte, indem sie über das Tor schoss.
In der erfolgreich absolvierten Qualifikation  für die Olympischen Spiele 2020 kam sie in allen fünf Spielen zum Einsatz und erzielte vier Tore. Während des Turniers gelangen ihr sechs Tore. Im Spiel um die Bronzemedaille am 5. August 2021 verlor das Team gegen die USA mit 3:4, wobei sie mit ihrem 48. Länderspieltor zur Rekordtorschützin ihres Landes aufstieg und Lisa de Vanna (47 Tore) ablöste.
Am 21. September 2021 bestritt sie beim Freundschaftsspiel gegen Irland ihr 100. Länderspiel.
Im Januar 2022 wurde sie für die Asienmeisterschaft in Indien nominiert. Im ersten Spiel gegen Indonesien, das mit 18:0 gewonnen wurde, erzielte sie ihre Länderspieltore 50 bis 54 und überholte damit auch Tim Cahill (50 Tore), den besten Torschützen der australischen Männernationalmannschaft.
Am 3. Juli 2023 wurde sie für die WM-Endrunde in ihrer Heimat nominiert. Verletzungsbedingt wurde sie erstmals im Achtelfinale gegen Dänemark zehn Minuten vor dem Spielende eingewechselt. Auch im Viertelfinale gegen Frankreich kam sie von der Bank und war nach torlosen 120 Minuten eine der erfolgreichen Elfmeterschützinnen ihrer Mannschaft. Im Halbfinale gegen die Engländerinnen stand sie erstmals in der Startelf und erzielte das Tor zum zwischenzeitlichen 1:1, da den Engländerinnen aber noch zwei Tore gelangen, verpassten die Matildas das Finale. Auch im Spiel um Platz 3 gegen die Schwedinnen stand sie wieder in der Startelf, verlor mit ihrer Mannschaft aber auch dieses Spiel, so dass sie als Vierte das Turnier beendeten – die beste WM-Platzierung der Australierinnen.
Nachdem sie in den Jahren 2021 und 2022 bei der von France Football durchgeführten Wahl zur Weltfußballerin des Jahres jeweils Platz 3 erreichte, verpasste sie im Jahr 2023 erneut den Ballon d’Or als Zweitplatzierte.
Für ihre Verdienste um den Fußball wurde sie 2002 mit der Medaille des Order of Australia ausgezeichnet.

## Privates
Kerr ist seit dem 1. September 2023 mit der US-amerikanischen Fußballspielerin Kristie Mewis verlobt. Im Mai 2025 wurden die beiden Eltern eines Sohnes.

## Erfolge
- Vierter Weltmeisterschaft 2023
- 2010: Gewinn der Asienmeisterschaft
- 2013: Gewinn der australischen Meisterschaft (Sydney FC)
- 2017
  - Asiatische Frauenfußballspielerin des Jahres
  - Julie Dolan Medal (MVP, australischen Meisterschaft) (Perth Glory FC)
  - MVP, National Women’s Soccer League (Sky Blue FC)
  - Torschützenkönigin, NWSL (17 Tore)
- 2018
  - Julie Dolan Medal (MVP, australischen Meisterschaft) (Perth Glory FC)
  - Torschützenkönigin, australischen Meisterschaft (13 Tore)
  - Torschützenkönigin, NWSL (16 Tore)
- 2019
  - Torschützenkönigin, australischen Meisterschaft (13 Tore)
  - ESPY-Award, internationale (nicht US-amerikanische) Frauenfußballspielerin
  - Torschützenkönigin, NWSL (18 Tore)
  - PFA Footballer of the Year Award
- 2020
  - Englische Corona-Meisterin
  - WSL-Cup-Siegerin
  - Women’s FA Community Shield Siegerin
- 2021
  - Englische Meisterin
  - Torschützenkönigin der FA Women’s Super League 2020/21
  - Englische Ligapokalsiegerin
  - 2. Platz bei der Wahl zur FIFA-Weltfußballerin des Jahres
- 2022
  - Englische Meisterin
  - Torschützenkönigin der FA Women’s Super League 2021/22
- 2023
  - Englische Meisterin
  - Englische Pokalsiegerin (Finaltorschützin)